# Антабога
Антабо́га (мировой змей) — в традиционной доисламской яванской мифологии (до эпохи королевства Демак) является производным от шива-индуистского Ананты Шеша в сочетании с яванским анимизмом. После падения королевства Маджапахит и распространения ислама на Яве центр индуизма переместился на Бали. В наши дни многие из старых мифов и легенд пересказываются в постановках ваянга, который стал средством объединения внешних синкретических философий с философиями и идеями, которые уже укоренились в местных культурах и традициях.
В начале времен существовал только Антабога. Он медитировал и создал всемирную черепаху Бедаванг, из которой возникли все остальные создания. Согласно сунданскому мифу, Антабога также был ответственен за рождение Деви Шри,  богини Риса Явы и Бали. Согласно «Wawacan Sulanjana», Деви Шри появляется из превратившихся в яйцо слез, пролитых Антабогой.

## Этимология
Имя Антабога происходит от санскритского термина ананта (бесконечный) и бога (еда, владение или богатство). В результате Antaboga можно перевести как «бесконечная пища» или «бесконечное богатство».